# 张树榛
张树榛（1926年—），女，河北深县人，中国小麦遗传育种学家、农业教育家，曾任第七、八届全国政协委员。